# Cleistes unifoliata
Cleistes unifoliata é uma espécie de orquídea terrestre de folhas alternadas e flores grandes que abrem em sucessão, com raízes tuberosas delicadas, habitante do sudeste da Venezuela e Suriname.